# David Schramm
David Schramm (Louisville, 14 agosto 1946 – New York, 28 marzo 2020) è stato un attore statunitense.
Era conosciuto principalmente per il suo ruolo di Roy Biggins, il proprietario della linea aerea nella serie televisiva Wings.

## Filmografia

### Cinema
- Felice e vincente (Let It Ride), regia di Joe Pytka (1989)
- Johnny il bello (Johnny Handsome), regia di Walter Hill (1989)
- Come fare carriera... molto disonestamente (A Shock to the System), regia di Jan Egleson (1990)
- Big Packages , regia di Marshall Gitter (1996)

### Televisione
- The Time of Your Life, regia di Kirk Browning – film TV (1976)
- Kennedy – miniserie TV, 5 episodi (1983)
- Destini (Another World) – serial TV, 2 episodi (1984)
- Spenser (Spenser: For Hire) – serie TV, episodio 3x06 (1987)
- Un giustiziere a New York (The Equalizer) – serie TV, episodio 3x19 (1988)
- CBS Summer Playhouse – serie TV, episodio 2x15 (1988)
- Miami Vice – serie TV, episodio 5x07 (1989)
- Oltre la legge - L'informatore (Wiseguy) – serie TV, episodio 2x12 (1989)
- Due come noi (Jake and the Fatman) – serie TV, episodio 2x02 (1989)
- Max Monroe – serie TV, episodi 1x01-1x02-1x07 (1990)
- Donna in carriera (Working Girl) – serie TV, episodi 1x01-1x04-1x05 (1990)
- Il sognatore di Oz (The Dreamer of Oz), regia di Jack Bender – film TV (1990)
- Space Cases – serie TV, episodio 1x0 (1996)
- Wings – serie TV, 172 episodi (1990-1997)
- Hercules – serie TV, episodio 1x37 (1998) - voce

## Doppiatori italiani
Nelle versioni in italiano delle opere in cui ha recitato, David Schramm è stato doppiato da:
- Renato Cortesi in Miami Vice
- Pietro Biondi in Wings